# غرانت ريتشاردز
غرانت ريتشاردز (بالإنجليزية: Grant Richards)‏ هو ممثل أمريكي، ولد في 21 ديسمبر 1911 بنيويورك في الولايات المتحدة، وتوفي في 4 يوليو 1963 بلوس أنجلوس في الولايات المتحدة بسبب حادث مرور.

## وصلات خارجية
- غرانت ريتشاردز على موقع IMDb (الإنجليزية)
- غرانت ريتشاردز على موقع أول موفي (الإنجليزية)
- غرانت ريتشاردز على موقع قاعدة بيانات الفيلم (الإنجليزية)
- غرانت ريتشاردز على موقع كينوبويسك (الروسية)